# Catskill High Peaks
 (mai 2025).
Si vous disposez d'ouvrages ou d'articles de référence ou si vous connaissez des sites web de qualité traitant du thème abordé ici, merci de compléter l'article en donnant les références utiles à sa vérifiabilité et en les liant à la section « Notes et références ».
Les Catskill High Peaks sont tous les sommets des montagnes Catskill, dans l'État de New York, dont l'altitude est supérieure à 1 067 m (3 500 pieds) et qui sont séparés d'un autre sommet soit par une hauteur de culminance de 76 m (250 pieds) soit par une distance d'au moins (0,8 km) (un demi-mille). Par rapport aux standards habituels, ces montagnes sont plutôt basses et arrondies, et principalement recouvertes de végétation.
Contrairement aux Adirondack High Peaks, ces sommets sont répartis assez uniformément dans la moitié orientale de la chaîne et non confinés à une zone très resserrée. Tous, à l'exception de Bearpen et de Vly se situent au sein du parc Catskill. 

## Origine

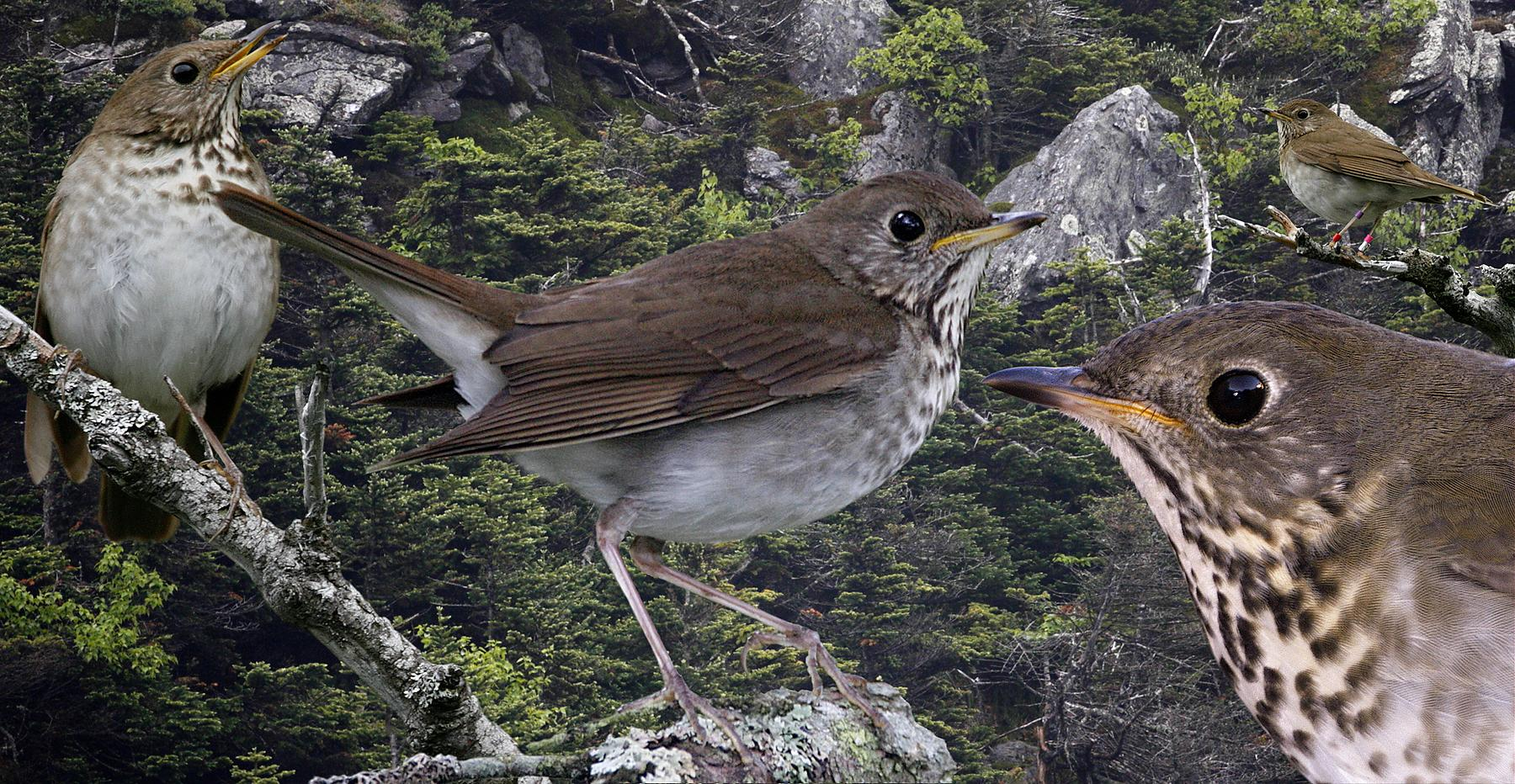
La grive de Bicknell

La liste remonte au début des années 1950, lorsque Dan Smiley (un descendant des fondateurs de Mohonk Mountain House) et ses collègues ornithologues essayaient d'observer l'insaisissable grive de Bicknell. Cette dernière préférant nicher et se reproduire dans des forêts situées à une altitude supérieure à 3 500 pieds, Smiley et ses collègues dressèrent une liste des sommets des Catskills dépassant cette hauteur qu'ils publièrent dans une revue de naturalistes.
Une dizaine d'années plus tard, des randonneurs intéressés par le peak bagging créèrent le Catskill Mountain 3500 Club, une organisation similaire à celle des Adirondack Forty-Sixers, afin de promouvoir l'ascension des 35 sommets listés ci-dessous. Le Southwest Hunter, trente-sixième sommet a été ajouté à la liste en 1992. Pour être éligibles au club, les membres doivent réaliser l'ascension de l'ensemble des sommets (13 d'entre eux n'ayant pas de route établie, ce qui impose un bushwhacking) et une seconde ascension en hiver des montagnes Slide, Blackhead, Balsam et Panther.

## Liste des sommets

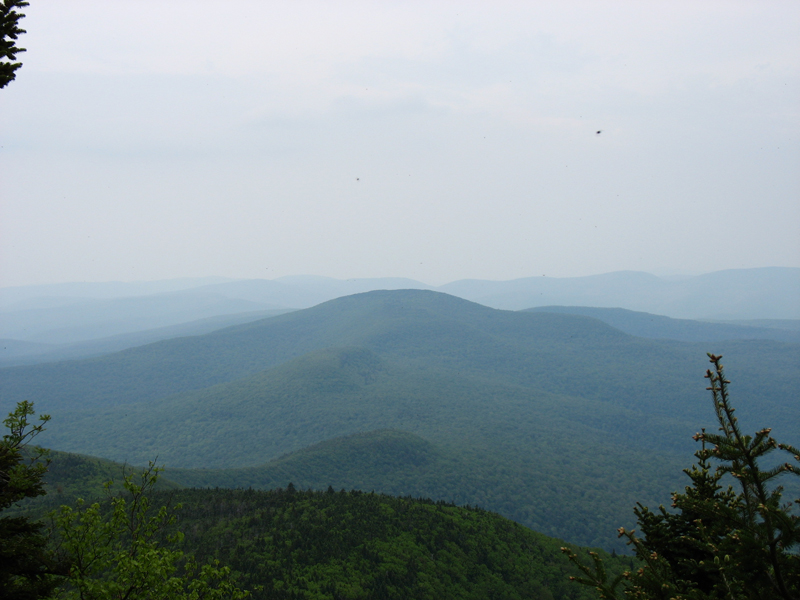
Vue sur Panther Mountain depuis le sommet de Slide Mountain

Les relevés topographiques dans les Catskills datent des années 1940 et les altitudes exactes de certains des sommets ne sont pas officiellement déterminées. Dans ce cas, les sommets sont marqués d'un signe « + » et l'altitude indiquée correspond à l'isoplèthe le plus élevé présenté sur la carte correspondante de l'Institut d'études géologiques des États-Unis (précision de 20 pieds).
| Sommet                 | Altitude (m) | Rang |
| ---------------------- | ------------ | ---- |
| Slide Mountain +       | 1 275        | 1    |
| Hunter Mountain +      | 1 230        | 2    |
| Black Dome +           | 1 210        | 3    |
| Thomas Cole Mountain + | 1 200        | 4    |
| Blackhead Mountain +   | 1 200        | 5    |
| West Kill Mountain +   | 1 180        | 6    |
| Graham Mountain        | 1 179        | 7    |
| Doubletop Mountain +   | 1 180        | 8    |
| Cornell Mountain +     | 1 180        | 9    |
| Table Mountain         | 1 173        | 10   |
| Peekamoose Mountain    | 1 171        | 11   |
| Plateau Mountain +     | 1 170        | 12   |
| Sugarloaf Mountain +   | 1 160        | 13   |
| Wittenberg Mountain +  | 1 150        | 14   |
| Southwest Hunter +     | 1 140        | 15   |
| Balsam Lake Mountain   | 1 135        | 16   |
| Lone Mountain          | 1 134        | 17   |
| Panther Mountain       | 1 130        | 18   |
| Big Indian Mountain    | 1 130        | 19   |
| Friday Mountain        | 1 126        | 20   |
| Rusk Mountain +        | 1 127        | 21   |
| Kaaterskill High Peak  | 1 114        | 22   |
| Twin Mountain +        | 1 109        | 23   |
| Balsam Cap             | 1 104        | 24   |
| Fir Mountain +         | 1 103        | 25   |
| North Dome             | 1 100        | 26   |
| Eagle Mountain +       | 1 100        | 27   |
| Balsam Mountain +      | 1 100        | 28   |
| Bearpen Mountain       | 1 100        | 29   |
| Indian Head            | 1 089        | 30   |
| Sherrill Mountain +    | 1 080        | 31   |
| Halcott Mountain       | 1 078        | 32   |
| Vly Mountain           | 1 076        | 33   |
| Windham High Peak      | 1 074        | 34   |
| Rocky Mountain         | 1 069        | 35   |